# Comuna Kunașivka, Nijîn
Kunașivka (în ucraineană Кунашівка) este o comună în raionul Nijîn, regiunea Cernihiv, Ucraina, formată din satele Kunașivka (reședința), Naumivske și Palîvoda.

## Demografie
Componența lingvistică a comunei Kunașivka
     Ucraineană (98,01%)
     Rusă (1,72%)
     Alte limbi (0,26%)
Conform recensământului din 2001, majoritatea populației comunei Kunașivka era vorbitoare de ucraineană (98,01%), existând în minoritate și vorbitori de rusă (1,72%).